# مسجد بلال بن رباح (مكة المكرمة)
مسجد بلال بن رباح، يطل على المسجد الحرام والمسعى، ويقع مسجد بلال في أعلى جبل أبي قبيس في شمال شرق الصفا، ويصعد إليه على السفح الجنوبي الغربي من جبل أبي قبيس، حيث يصل الصاعد إليه بالتدريج إلى زقاق مرتفع يسمى (زقاق السنوسي) المؤدي إلى شارع بلال بن رباح -رضي الله عنه- وفي نهاية الشارع منبسط من الأرض قرب القمة أقيم فيه المسجد، ويتميز المسجد ببساطة بنائه على نفس الطراز القديم للمساجد التاريخية بالعاصمة المقدسة، وقد بني المسجد من الآجر والحجارة المجلوبة من جبل أبي قبيس. أما مساحته فلا تتعدى المئة متر مربع، وهو ذي شكل مستطيل، وفي نهاية المسجد من جهة الشمال أقيمت منارته التي لايزيد ارتفاعها عن عشرة أمتار، ويصعد إليها عبر درج ملتف حول عمود يتوسط المنارة. أما محراب المسجد، فهو بسيط غير مزخرف، وتوجد عن يمينه نافذة بجدار القبلة، ومثلها عن يساره. وفي الحكم السعودي سقف المسجد بالخشب، وتمت إضائته بالكهرباء، ووصلت إليه أنابيب المياه رغم ارتفاعه، وزود بمراوح للتهوية.